# Jesse Moss
Jesse Moss (* 4. května 1983 Vancouver) je kanadský herec. Jeho mladší sestrou je herečka Tegan Moss. S herectvím začínal, stejně jako jeho sestra, již od dětství. Zpočátku hrál v seriálech, televizních filmech a videofilmech, později i v klasických filmech, ale jeho televizní práce převažovala. Hrál například v seriálu Hvězdná brána. Mezi filmy patří například Prozacový národ (2001), Vzpomínky nezaženeš (2005) a Dear Mr. Gacy (2010).